# 당신이 잠든 사이에 (라디오 프로그램)
김정아의 당신이 잠든 사이에는 대한민국의 방송국 광주CBS의 라디오 채널 광주CBS 음악FM에서 매일 새벽 2시부터 4시까지 방송했던 추억의 가요, 추억의 팝 전문 라디오 프로그램이다. 주로 1980년대부터 1990년대까지의 추억의 가요와 추억의 팝을 함께 들려준다. 2021년 1월 4일부터 2021년 11월 7일까지 10개월간 방송했다.

## DJ
- 김정아

## 같이 보기
- 광주CBS

| 광주CBS 음악FM            |                             |                           |
| 이전                      | 김정아의 당신이 잠든 사이에 | 다음                      |
| 정정섭의 매일 주님과 함께 | 김정아의 당신이 잠든 사이에 | 김윤주의 내가 매일 기쁘게 |
| 밤 자정 ~ 새벽 2시        | 새벽 2시 ~ 새벽 4시         | 새벽 4시 ~ 오전 6시       |
|                           |                             |                           |